# Werner Helwig
Werner Helwig (* 14. Januar 1905 in Friedenau b. Berlin; † 4. Februar 1985 in Thônex, Kanton Genf, Schweiz) war ein deutscher Schriftsteller und Mitglied im Nerother Wandervogel.

## Leben

### Kindheit und Jugend
Werner Helwig war das einzige Kind hamburgischer Eltern. Sein Vater, Willy Helwig (1879–1957), verheiratet mit Jakobine Helwig, geb. Wiencken (1879–1968), war als Kunstmaler, Grafiker, Illustrator und Lehrer an einer Kunstschule in Berlin tätig. Der junge, künstlerisch und musisch begabte Helwig entwickelte schon früh eine ungewöhnliche Leselust, die sein ganzes Leben bestimmte. Seine Schullaufbahn jedoch (1912 Vorschulklasse des Realgymnasiums Berlin-Friedenau, 1916 Gemeindeschule VII in Berlin-Wilmersdorf, 1918 Städtische Volksschule Berlin-Wilmersdorf) endete infolge von Kriegssituation und gespannten häuslichen Verhältnissen, die 1917 zur Scheidung der Eltern führten, ohne Abschluss. Mit Scheidung der Eltern wurde der 12-Jährige dem Sorgerecht des Vaters unterstellt, von diesem 1919 in die Erziehungsanstalt Rauhes Haus in Hamburg gegeben und anschließend in eine landwirtschaftliche Lehre auf einem mecklenburgischen Gutsbetrieb. Kurzzeitig war Helwig als Gärtnergehilfe und Arbeiter in einem keramischen Betrieb tätig. 1922 ging er, ohne Abschluss einer beruflichen Ausbildung, nach Hamburg und eignete sich als Autodidakt Kenntnisse in Literatur, Kunst, Musik und Ethnologie an.

### Begegnung mit der Jugendbewegung
1923 wurde er wegen Teilnahme an einer verbotenen kommunistischen Demonstration inhaftiert. Nach der Haftentlassung erfuhr er Hilfe in Kreisen des Wandervogels bei Walter Hösterey (genannt Walter Hammer), dem Herausgeber der Zeitschriften Wandervogel und Junge Menschen, in denen erste Gedichte von Helwig erschienen. Durch diese Kontakte begann für Helwig ein stark von der Jugendbewegung bestimmter Lebensabschnitt.
Seit 1923 unternahm er – zunächst allein – erste ausgedehnte, z. T. abenteuerliche Wanderungen und Fahrten, unter anderem nach Skandinavien (Schweden und Norwegen, insbesondere Lappland), und suchte Persönlichkeiten der literarischen Welt auf, die er besonders verehrte, z. B. Knut Hamsun (1923), Thomas Mann (1925) und Rainer Maria Rilke (1926).

### Die Zeit auf Burg Waldeck und als Nerother Wandervogel
Eine seiner Wanderungen führte Helwig in den Hunsrück zur Burgruine Waldeck, dem Sitz des Nerother Wandervogels. Er trat dem Jugendbund bei und weilte zwischen 1927 und 1933 wiederholt für Wochen oder Monate auf der Burg Waldeck. In dieser „Burgzeit“ schrieb er Gedichte und Lieder und nahm an Großfahrten des Bundes teil. In diese Zeit fallen erste Kontakte zu dem Schriftsteller Rudolf Pannwitz, dem Biosophen Ernst Fuhrmann sowie zu Hans Henny Jahnn, mit dem ihn dann eine fast 40-jährige Freundschaft verband.
Ab 1929 leitete Helwig in Hamburg eigene Nerother Gruppen und ging mit ihnen auf Fahrt. 1931 wurde er wegen Verstoßes gegen § 176 StGB (Unzucht mit Kindern) in Untersuchungshaft genommen und verbüßte 1932 unter Anrechnung dieser Haft noch sechs Monate Gefängnisstrafe.

### Hitler-Zeit und Auslandsaufenthalte
Am 30. Januar 1933, dem Tag der Machtergreifung Hitlers, verließ Helwig Deutschland in Richtung Süden über die Schweiz und Sizilien nach Tunis. Über Capri, wo er den todkranken Dichter Theodor Däubler kennenlernte, kehrte er im selben Jahr nach Deutschland zurück und trat mit Freunden aus dem Nerother Wandervogel pro forma in die Hitler-Jugend ein, um auf diese Weise der Gruppe das Überleben zu ermöglichen.
Helwigs kurzzeitige Tätigkeit als Kultursachbearbeiter im Oberbann I Frankfurt (Main) und die während dieser Zeit entstandenen Auftragsarbeiten setzten ihn später dem Verdacht aus, ein Sympathisant der Nazis gewesen zu sein. 1934 konnte er sich gerade noch einer Verhaftungswelle gegen Bündische durch Flucht entziehen.
In den folgenden Jahren lebte Helwig an wechselnden Orten: wiederholt in Italien, besonders auf Capri (1934, 1936, 1938) und Ischia (1935, 1937), aber auch in Deutschland. 1935, 1937/1938 und 1938 hielt er sich auf Einladung seines Freundes Alfons Hochhauser längere Zeit in Griechenland und dort vorwiegend im Pilion auf. Hochhauser wurde für Helwig zum Vorbild der Clemens-Gestalt seines Romans Raubfischer in Hellas. In die 1930er-Jahre fallen auch Helwigs Islandreise (1937 zusammen mit seinem Freund Richard Lohmann), wiederholte Besuche bei H. H. Jahnn in dessen Exil auf Bornholm (1937, 1938, 1939), Aufenthalte in London (1937), in Paris (1937, 1938) sowie in der Schweiz (1937, 1938, 1939).

### Erste Veröffentlichungen
Mehrfach kehrte er aber auch für kurze Zeit nach Deutschland zurück, um Verlagen und Redaktionen seine Werke anzubieten. Durch V.O. Stomps erfolgten 1934 und 1935 in der Rabenpresse Helwigs erste literarischen Buchveröffentlichungen (Die Ätna-Ballade; Nordsüdliche Hymnen). Über die Grenzen Deutschlands hinaus bekannt wurde Helwig jedoch erst durch die Veröffentlichung seines Romans Raubfischer in Hellas im Asmus Verlag (1939). Dieser Roman, 1. Band der Hellas-Trilogie, erfuhr zahlreiche Neuauflagen und Übersetzungen. Die Verfilmung des Buches 1959 löste zwischen Helwig und A. Hochhauser einen erbittert geführten Streit um die Autorschaft des Buches aus, der jedoch in späteren Jahren von beiden beigelegt wurde.

### Flucht in die Schweiz und Exil in Liechtenstein
1939, kurz vor Kriegsausbruch, war Helwig in der Schweiz in Zürich, dem Zufluchtsort vieler Emigranten. Dort begegnete er 1940 James Joyce, aber auch der Welsch-Schweizerin Yvonne Germaine Diem, die er 1941 heiratete und mit der er zwei Söhne hatte. Helwig war nie Emigrant, er besaß stets seinen deutschen Pass, den er anlässlich seiner Heirat verlängern lassen musste, und wurde aus diesem Anlass für die Wehrmacht gemustert. 1942 musste er wegen Verstoßes gegen das seit Kriegsbeginn für Ausländer bestehende Publikationsverbot die Schweiz verlassen, lebte bis 1949 mit seiner Familie in kärglichen Verhältnissen im Fürstentum Liechtenstein und ab 1950, nach Rückkehrerlaubnis in die Schweiz, in Genf.

### Schriftstellerische Tätigkeit in der Schweiz
Nun kamen die meisten seiner Bücher heraus, und Helwig machte sich als freier Mitarbeiter zahlreicher deutscher und schweizerischer Zeitungen und Zeitschriften als Essayist, Kritiker und Rezensent einen Namen. Obwohl gewähltes Mitglied des Deutschen PEN-Zentrums der Bundesrepublik, des Verbandes der Deutschen Schriftsteller sowie korrespondierendes Mitglied der Mainzer Akademie der Wissenschaften und trotz mehrfacher Ehrungen kehrte er auf Dauer nicht nach Deutschland zurück, sondern blieb in der Schweiz. 1978 wurde er Gründungsmitglied im P.E.N.-Club Liechtenstein. Von Genf aus unternahm er in späteren Jahren Familienreisen unter anderem nach Südamerika, Japan und Indien, bis 1978 nach 38-jähriger Ehe seine Frau Yvonne starb. 1981 heiratete er ein zweites Mal: Gerda Heimes. 80-jährig starb er am 4. Februar 1985 in Thônex bei Genf und wurde auf eigenen Wunsch in der Heimat seiner zweiten Frau begraben, auf dem Friedhof von Wormbach (Stadt Schmallenberg) im Sauerland.

## Ehrungen
- 1951: Preis der Mainzer Akademie der Wissenschaften und der Literatur
- 1962: Literaturpreis des Kulturkreises im BDI
- 1981: Bundesverdienstkreuz 1. Klasse.

## Literarisches Schaffen
Werner Helwig war ein literarischer Außenseiter. Sein Werk umfasst Romane, Erzählungen und Lyrik sowie fernöstliche Nachdichtungen aus dem Japanischen und Chinesischen. Seine Werke wurden in etwa 30 deutschsprachigen Verlagen veröffentlicht, zum Beispiel bei Asmus, Claassen, Diederichs, Hegner, im Insel- und Reclam-Verlag, erfuhren zum Teil Neuauflagen, erreichten jedoch mit Ausnahme der Raubfischer in Hellas nur eine begrenzte Auflagenhöhe.
Gelegentlich publizierte Helwig unter dem Pseudonym Einar Halvid.
Helwigs Werk ist stark autobiografisch geprägt. Sein abenteuerliches Leben verarbeitete er vor allem in seinen Romanen. Seine Griechenlandromane verlocken noch heute viele, dieses Land, insbesondere den Pilion, auf Helwigs Spuren zu erkunden. Vielen gilt Capri. Magische Insel als besonders beachtenswertes und Totenklage als sein reifstes Werk.
Helwigs Erfahrungen aus seiner bündisch orientierten Zeit fanden ihren Niederschlag in dem autobiographischen Werk Auf der Knabenfährte, einem Erinnerungsbuch an Helwigs Zeit auf Burg Waldeck, in Die Blaue Blume des Wandervogels als auch in vielen Liedern, darunter Vertonungen von Brecht-Texten, von denen einige als Protest in den während der Zeit des Nationalsozialismus verbotenen Jugendgruppen gesungen wurden. Lieder Helwigs werden auch heute noch in den Jugendbünden gesungen. Bekannte Interpreten vor allem seiner Brecht-Lieder sind Hai und Topsy Frankl. In Zeitschriften der Jugendbewegung nimmt Helwig als von der Jugendbewegung geprägter Autor bis heute einen festen Platz ein.
Einen Namen gemacht hat sich Helwig auch als freier Mitarbeiter vieler renommierter Zeitungen und Zeitschriften wie FAZ, Akzente, Atlantis, Frankfurter Hefte, Merkur, Neue Rundschau, Rheinischer Merkur, Rheinische Post und Westermanns Monatshefte durch eine noch nicht überschaubare Anzahl von Feuilletons, Essays, vornehmlich über Literatur, Kunst, Ethnologie und Geschichte, Rezensionen sowie Porträts vieler Schriftsteller und Künstler.
Da Helwig mit vielen bedeutenden Persönlichkeiten seiner Zeit bekannt war (unter anderem mit Hans Henny Jahnn, Theodor Däubler, Rudolf Pannwitz, Ernst Fuhrmann, Hermann Hesse, Ernst Jünger, Monika Mann, Richard Seewald, Rolf Bongs, Ernst Kreuder und Herbert List), ist die mit ihnen geführte Korrespondenz von Bedeutung.
Der literarische Nachlass von Werner Helwig wurde zunächst von Gerda Helwig, seiner zweiten Ehefrau, aufgearbeitet und betreut und nach dem Tod von Gerda Helwig 1998 von ihrer Schwester Ursula Prause. Diese gab den Nachlass im September 2018 an die  Akademie der Künste in Berlin.

### Werke
- Die Ätna-Ballade. Rabenpresse, Berlin 1934
- Nordsüdliche Hymnen. Rabenpresse, Berlin 1935
- Strandgut. Sieben Novellen. Wolff, Plauen 1935
- Raubfischer in Hellas. Roman. Asmus, Leipzig 1939
- Der gefangene Vogel. Baskische Novelle. Asmus, Leipzig 1941
- Im Dickicht des Pelion. Roman. Asmus, Leipzig 1941
- Gegenwind. Hellas-Roman. Die Arche, Zürich 1945
- Wortblätter im Winde. Nachdichtungen japanischer Texte. Goverts, Hamburg 1945
- Gezeiten der Liebe. Claassen & Goverts, Hamburg 1946
- Trinakria oder die wunderliche Reise. Claassen & Goverts, Hamburg 1946
- Das Wagnis. Roman. Claassen & Goverts, Hamburg 1947
- Café Gomorra. Sechs Phantasiestücke. Claassen & Roether, Darmstadt 1948
- Isländisches Kajütenbuch (unter dem Pseudonym Einar Halvid). Diana, Zürich 1950
- Auf der Knabenfährte. Ein Erinnerungsbuch. Asmus, Konstanz/Stuttgart 1951
- Die Widergänger. Roman. Diederichs, Düsseldorf 1952
- Die Bienenbarke. Weltfahrten nach Außen und Innen. Voggenreiter, Bad Godesberg 1953
- Der Brigant Giuliano. Frankfurter Verlagsanstalt, Frankfurt 1953
- Reise ohne Heimkehr. Roman. Claassen, Hamburg 1953
- Stiefsöhne der schönen Helena. Eremiten-Presse, Frankfurt 1954
- Neuer Lübecker Totentanz (Drama, von Hans Henny Jahnn zusammen mit Werner Helwig verfasst; Bühnenmusik: Yngve Jan Trede). Rowohlt, Hamburg 1954
- Nachtweg durch Lappland. Erzählungen (darunter: Der Äskulap des Hunsrück über den Dorweiler Knochenflicker Jakob Pies). Reclam, Stuttgart 1955
- Geheimnisse des Baybachtales. Voggenreiter, Bad Godesberg 1955
- Die singenden Sümpfe. Novelle. Bertelsmann, Gütersloh 1955
- Waldregenworte. Diederichs, Düsseldorf/Köln 1955
- Die großen Klagen des Tu Fu. Nachdichtungen. Schünemann, Bremen 1956
- Das Steppenverhör. Roman. Diederichs, Düsseldorf/Köln 1957
- Das Affen-Regen-Mäntelchen. Japanische Sprichwörter. Albert Langen Georg Müller, München 1958.
- Auf der Mädchenfährte. Eremiten-Presse, Stierstadt 1958
- Briefe um ein Werk (von W. Helwig; Hans Henny Jahnn Mitverfasser). Europäische Verlagsanstalt, Frankfurt 1959
- Capri. Lieblicher Unfug der Götter. Diederichs, Düsseldorf/Köln 1959
- Die Waldschlacht. Eine Saga. Hegner, Köln/Olten 1959
- Die Blaue Blume des Wandervogels. Vom Aufstieg, Glanz und Sinn einer Jugendbewegung. Mohn, Gütersloh 1960
- Der smaragdgrüne Drache. Hegner, Köln/Olten 1960
- De Chirico. Metaphysische Periode, Mohn. Gütersloh 1962
- Der Gerechtigkeitssattel. Eine marokkanische Erzählung. Insel, Frankfurt 1962
- Die Geheimnisse eines Zöllners. Henri Rousseau. Mohn, Gütersloh 1962
- Die Wahrheit zu treffen. Reise-Sezierungen. Hochstadt, Isny 1963
- Hymnen an die Sprache. Metopen zu einem Tempel der Ananke. Südmark, Heidenheim 1964
- Das Paradies der Hölle. Ein Sizilien-Roman. Mohn, Gütersloh 1965
- Klänge und Schatten. Nachdichtungen japanischer Texte. Claassen. Hamburg/düsseldorf 1972
- Capri, magische Insel. Limes, Wiesbaden 1973
- Die Parabel vom gestörten Kristall (mit biographisch-autobiographischen Erinnerungen an Hans Henny Jahnn). von Hase & Koehler, Mainz 1977. ISBN 3-7758-0925-2
- Carmina Nerothana. Südmark, Heidenheim 1983. ISBN 3-88258-048-8
- Nerothane Balladen: 1926–1932. Nerother Wandervogel, Burg Waldeck 1984.
- Totenklage. Insel, Frankfurt 1984. ISBN 3-458-14176-6
- Grottensprüche. Aldus-Presse, Reicheneck 1985
- Letzte Gedichte. Aldus-Presse, Reicheneck 1985
- Werner Helwig. Eine nachgetragene Autobiographie. Herausgegeben von Ursula Prause. Band 83 der Reihe „Presse und Geschichte – Neue Beiträge“, edition lumiére, Bremen 2014, ISBN 978-3-943245-23-3

### Zitat
„Der Fluch des Tagebuchschreibens besteht darin, daß man ein Stück unersetzbarer Lebenszeit dafür opfert, ein Stück erlebter Zeit zu Papier zu bringen mit dem möglichen Gewinn einer klärenden Übersicht. Und der mögliche Leser unserer Tagebuchnotizen setzt wiederum ein Stück unersetzbarer Lebenszeit dabei zu, wenn er das von uns in Buchstaben Beerdigte aufnimmt. Zeitverschleiß also für beide. Für ihn vielleicht mit dem Gewinn verbunden, Selbsterlebtes an der Zustandsschilderung des Schicksalsgefährten zu messen, vielleicht auch sich selbst darin zu entdecken.“

### Sekundärliteratur
- Jean Améry: Bildnisse berühmter Zeitgenossen: Jenseits der bürgerlichen Tradition. In: St. Galler Tagblatt vom 3. Januar 1965.
- Richard Bersch: Pathos und Mythos. Studien zum Werk Werner Helwigs mit einem bio-bibliographischen Anhang. Zugleich: Dissertation Universität Trier, 1991. Lang, Frankfurt am Main, Bern, New York, Paris 1992. (Trierer Studien zur Literatur, Band 22), ISBN 3-631-44541-5
- Karl Lubomirski: Um an Werner Helwig zu erinnern. In: Muschelhaufen. Jahresschrift für Literatur. Nr. 33/34. Viersen 1995, ISSN 0085-3593
- Erik Martin: Werner Helwig. Muschelhaufen Nr. 26 A (= Werner-Helwig-Sonderausgabe). Jahresschrift für Literatur. Viersen 1991, ISSN 0085-3593
- Erik Martin: Werner Helwig und Alfons Hochhauser. Freundschaft und jahrzehntelanger Streit um die Raubfischer in Hellas. In: Muschelhaufen. Jahresschrift für Literatur und Grafik. Nr. 39/40. Viersen 2000, ISSN 0085-3593
- Ursula Prause: Werner Helwig. Der Widergänger. Begleitheft zur Ausstellung zum 100. Geburtstag Werner Helwigs in der „Öffentlichen Bibliothek der Universität Basel“. 15. Januar bis 23. April 2005
- Heinz Schöffler: Werner Helwig. Ein Schriftstellerporträt. In: Weltstimmen. Weltbücher in Umrissen. Franckh, Stuttgart 1954, Band 23, S. 337–341
- Carsten Würmann: Fluchtversuche aus der Moderne. Lebensentwürfe in Werner Helwigs Roman „Raubfischer in Hellas“. In: Spielräume des einzelnen. Literatur in der Weimarer Republik und im „Dritten Reich“. Weidler Buchverlag, Berlin 1999, ISBN 3-89693-141-5. (Dieser Band ist zugleich als Heft 30/31 des Juni. Magazin für Literatur und Politik erschienen.)